# Цунский, Павел Болиславович
Павел Болиславович Цунский (1923 — ?) — советский партийный деятель, первый секретарь Даугавпилсского райкома Компартии Латвии (1967—1985). Член КПСС с 1945 года.
Окончил Шуйский индустриальный техникум (1948) и Высшую партийную школу. Заслуженный работник сельского хозяйства Латвийской ССР.
С 1941 года — на строительстве железной дороги в Карелии, на комсомольской работе в РККА. В 1945—1948 годах — комсорг Шуйского индустриального техникума. С 1948 по 1961 год — на партийной работе в Резекненском укоме, Малтском райкоме компартии Латвии.
С 1961 года — второй секретарь, с 1967 года — первый секретарь Даугавпилсского райкома партии.
С 1985 года — на пенсии.
Член ЦК Компартии Латвии.
Депутат Верховного Совета Латвийской ССР с 8 по 11 созыв.